# Arhopalus ferus
Arhopalus ferus es una especie de escarabajo longicornio del género Arhopalus, tribu Asemini, subfamilia Spondylidinae. Fue descrita científicamente por Mulsant en 1839.

## Descripción
Mide 8,3-27 milímetros de longitud.

## Distribución
Se distribuye por casi toda Europa.